# China (canción)
«China» es una canción del cantante puertorriqueño Anuel AA en colaboración con Daddy Yankee, Karol G, Ozuna y J Balvin, del álbum de estudio Emmanuel. La compañía discográfica Real Hasta La Muerte de Anuel AA la lanzó como sencillo el 19 de julio de 2019 junto con un video musical dirigido por Marlon Peña. «China» es una fusión de la canción del 2000 «It Wasn't Me» del cantante jamaicano Shaggy y «Ella me levantó» de Daddy Yankee. Escrito por Anuel AA, Daddy Yankee, Karol G, Ozuna y J Balvin, la producción corrió a cargo del productor discográfico puertorriqueño Tainy.

## Escrituras
Se ha descrito como una canción de reguetón y EDM con letras sobre la infidelidad en un club nocturno y ser atrapado con las manos en la masa.

## Posiciones
Comercialmente, la canción alcanzó el número uno en Argentina, Bolivia, Colombia, México, Perú y España y alcanzó el top 10 en otros nueve países. En los Estados Unidos, encabezó la lista de Billboard Hot Latin Songs y alcanzó el número 43 en el Billboard Hot 100. En Europa, el sencillo se ubicó entre los 15 primeros en Suiza e Italia.

## Composición y recepción
La canción fue escrita por Emmanuel Gazmey y Ramón Ayala Rodríguez y producida por el ya conocido Tainy, que colaboró con Bad Bunny en el éxito en streaming de «Callaita» en ese mismo año, después de ser interpretada por Anuel y por el resto de colaboradores, La canción tuvo expectativa entrando en el número 2 del Top 50 Global de Spotify, con más de 5.000.000 y solo siendo superada por la canción pop «Señorita» de Shawn Mendes y Camila Cabello, la canción continuó manteniéndose en esa posición hasta mediados de agosto, por el lanzamiento de Lover de Taylor Swift que llevó a la canción a los puestos más bajos del Top 10. En España, la canción entró en el número 1 del Top 50 España, batiendo el récord de escuchas en el país en solo 24 horas, con un total de 724.000 escuchas, una cifra que solo esa canción ha llegado, hasta que más tarde «Yo x Ti, Tu x Mi» de Rosalía y Ozuna la desbancara, aunque más tarde volvería al número 1 dejando en segundo lugar a Rosalía. La canción se convirtió en la canción más exitosa del género del 2019.

## Certificaciones
| País           | Organismo certificador | Certificación  | Ventas certificadas | Ref   |
| -------------- | ---------------------- | -------------- | ------------------- | ----- |
| España         | PROMUSICAE             | 6x Platino     | 240 000             | [ 1 ] |
| Estados Unidos | RIAA                   | Oro (Latin)    | 30 000              | [ 2 ] |
| Francia        | SNEP                   | Oro            | 100 000             | [ 3 ] |
| Italia         | FIMI                   | Platino        | 50 000              | [ 4 ] |
| México         | AMPROFON               | Diamante + Oro | 330 000             | [ 5 ] |
| Portugal       | ZPAV                   | Oro            | 10 000              | [ 6 ] |